# Ljubljana Challenger 1990
Il Ljubljana Challenger 1990 è stato un torneo di tennis facente parte della categoria ATP Challenger Series nell'ambito dell'ATP Challenger Series 1990. Il montepremi del torneo era di $50 000 ed esso si è svolto nella settimana tra il 7 maggio e il 13 maggio 1990 su campi in terra rossa. Il torneo si è giocato a Lubiana in Slovenia.

## Vincitori

### Singolare
Magnus Larsson ha sconfitto in finale  Diego Nargiso con il punteggio di 7–5, 6–7, 7–6.

### Doppio
Carlos Costa /  Francisco Roig hanno sconfitto in finale  Omar Camporese /  Mark Koevermans con il punteggio di 6–7, 6–4, 6–4.